# Labohan Batoe
Labohan Batoe fou una regència o subdivisió de la residència de la Costa Oriental de Sumatra a les Índies Orientals Holandeses. Estava situada a la costa oriental de l'illa de Sumatra a l'est i sud-est de la regència d'Asahan. La regència consistia en:
- Territori del govern de Labohan Batoe (Gouvernement Gebied)
- Tasik, després Kota Pinang
- Bila
- Panei o Panai